# Timomatic (Album)
Timomatic ist das zweite Studioalbum des australisch-nigerianischen Sängers Timomatic.

## Veröffentlichung
Das selbstbetitelte Album Timomatic erschien am 24. August 2012 als Download in Deutschland. Es gab bereits drei Vorboten. Dies waren seine Debüt-Single Set It Off, If Looks Could Kill und Can You Feel It. Alle drei erreichten die australischen Charts. Das Album wurde so wie auch das Debüt-Album Welcome über das Label Sony Music veröffentlicht.

## Mitwirkende
Alle Songs wurden auf Englisch aufgenommen und von Timomatic gesungen. Die meisten Lieder wurden von Timomatic selber geschrieben und komponiert. Allerdings war er bei den Liedern Set It Off und If Looks Could Kill Co-Autor und David Musumeci zählt als Haupt-Autor. Der Song Moment to Love ist ein Cover des gleichnamigen Songs von Jay Sean, der auch als Produzent mehrerer Lieder mitwirkte. Weitere Produzenten und Songwriter waren Anthony Maniscalco, Brett McLaughlin und Anthony Egizii. Bei dem Songs Give Me Your Love wirkte der Rapper Miracle mit.

## Singles

### Set It Off
Set It Off war die erste und bisher auch die erfolgreichste Singleauskopplung aus dem Album. Sie erschien am 17. Februar 2012 als Single in Deutschland. Sie erreichte in Australien Platz 2 und in Neuseeland den 14. Platz. Für 210.000 bekam er in Australien 3-fach Platin und in Neuseeland Gold.

### If Looks Could Kill
If Looks Could Kill wurde am 23. März 2012 als zweite Single veröffentlicht. Auch sie erreichte die australischen Charts und wurde mit Platin ausgezeichnet. Diesmal stieg sie bis auf Rang 8 und war für 5 Wochen in den Top 40 zu finden. Diesen Song schrieb er gemeinsam mit Anthony Egizii und David Musumeci.
 Im Musikvideo geht er eine Straße entlang und macht einen kurzen Abstecher in eine kleine Disco. Er läuft eine Treppe hinunter. Eine junge Frau kommt ihm entgegen, er guckt ihr noch eine Weile hinterher und steigt weiter die Treppe hinab und geht in den leeren Tanzsaal. Dann geht auf einmal die Musik an und es folgen mehrere verschiedene Szenen. In der ersten springen mehrere Tänzer neben ihm und in anderen tanzt er allein. Sie wechseln immer passend zur Musik zum Schluss geht das Licht aus und er verlässt den Raum.

### Can You Feel It
Can You Feel It ist die dritte Singleauskopplung. Sie erschien am 22. Juni 2012 und stieg bis auf Rang 18 der Charts und war insgesamt 29 Wochen in der Liste zu finden. Auch hierfür wurde er ausgezeichnet und erhielt eine Goldene Schallplatte von der Australian Recording Industry Association (ARIA) überreicht. Der Song wurde von Nic Martin produziert und von ihm, ebenfalls von Nic Martin und von Matt Cenere geschrieben und komponiert.
Das offizielle Musikvideo beginnt mit ihm, wie er auf einem Flugplatz steht und sich mit ein paar Fans fotografieren lässt. Passend zum Beginn der ersten Strophe gibt es einen Szenenwechsel und er ist in einer Lederjacke zu sehen. Er macht die passenden Mundbewegungen zum Text. Zum Refrain wird eine weitere Szene angezeigt, in der er mit zwei Doubles im Hintergrund tanzt. An der Wand sind große Boxen zu sehen die parallel zum Beat vibrieren. Es gibt immer wieder andere Schnitte und es werden aufnahmen von Liveauftritten im Studio oder auf Konzerten gezeigt. Zum Schluss steht er wieder in einem Raum und neben ihn hängen die Wörter Can You Feel It von der Decke.

### Incredible
Incredible ist die vierte und letzte Singleauskopplung aus dem Album. Sie erschien am 28. September 2012 und stieg bereits vor der Single-Veröffentlichung in die Australischen Chats ein. Das Lied konnte sich bis auf Platz 18 vorarbeiten. Man konnte sie für insgesamt 7 Wochen in den Top-100 finden. In Neuseeland war diese Single sogar noch erfolgreicher und stieg bis auf Platz 17. Auch hierfür wurde er mit einer Goldenen Schallplatte ausgezeichnet und erhielt. Der Song wurde von Nic Martin produziert und von ihm, ebenfalls von ihm, sowie von Lindsay Rimes und Brett Creswell geschrieben und komponiert.
Das offizielle Musikvideo von Emma Tomelty, in Jindabyne, New South Wales gedreht. Premiere hatte es am 31. August 2012 auf seinem YouTube-Vevokanal. Das Video zeigt Timomatic in einer einsamen Gegend, wie er den Song singt und passend dazu tanzt. Im Hintergrund sieht man schneebedeckte. In einer weiteren Szene wird er gezeigt wie er seine Liebe anstarrt und sie sich gegenseitig bewundern. Zum Schluss steht er wieder in einem Raum und neben ihn hängen die Wörter Can You Feel It von der Decke.

## Titelliste
| Standard Version | Standard Version                  | Standard Version |
| #                | Version / Remix                   | Länge            |
| ---------------- | --------------------------------- | ---------------- |
| 1.               | Can You Feel It                   | 3:16             |
| 2.               | If Looks Could Kill               | 3:38             |
| 3.               | Explode                           | 3:18             |
| 4.               | Moment To Love                    | 3:35             |
| 5.               | Incredible                        | 3:56             |
| 6.               | Set It Off                        | 3:28             |
| 7.               | Satellites                        | 3:50             |
| 8.               | AYO (That's What I Like)          | 3:17             |
| 9.               | Get To Know You                   | 3:39             |
| 10.              | Give Me Your Love (feat. Miracle) | 3:29             |
| 11.              | Trust                             | 3:47             |
| 12.              | On My Mind                        | 3:37             |
| 13.              | Rest Of Our Lives                 | 3:49             |

## Album-Chartplatzierung
Das konnte sich bisher nur in seiner Heimat Australien platzieren und erreichte dort Platz 3.
| ChartsChartplatzierungen | Höchstplatzierung | Wochen |
| ------------------------ | ----------------- | ------ |
| Australien (ARIA)        | 3 (8 Wo.)         | 8      |

## Single-Charterfolge aus dem Album

### Standard Version
| Jahr | Titel Album                   | Höchstplatzierung, Gesamtwochen, AuszeichnungChartplatzierungen (Jahr, Titel, Album, Platzierungen, Wochen, Auszeichnungen, Anmerkungen) | Höchstplatzierung, Gesamtwochen, AuszeichnungChartplatzierungen (Jahr, Titel, Album, Platzierungen, Wochen, Auszeichnungen, Anmerkungen) | Anmerkungen                             |
| Jahr | Titel Album                   | AU | NZ | Anmerkungen                             |
| ---- | ----------------------------- | --- | --- | --------------------------------------- |
| 2011 | Set It Off Timomatic          | AU2 (29 Wo.)AU | NZ14 (8 Wo.)NZ | Erstveröffentlichung: 18. November 2011 |
| 2012 | If Looks Could Kill Timomatic | AU8 (5 Wo.)AU | — | Erstveröffentlichung: 23. März 2012     |
| 2012 | Can You Feel It Timomatic     | AU18 (29 Wo.)AU | — | Erstveröffentlichung: 22. Juni 2012     |
| 2012 | Incredible Timomatic          | AU18 (7 Wo.)AU | NZ17 (4 Wo.)NZ | erschien nicht als Single               |